# Klaes Karppinen
Klaes Karppinen (* 9. Oktober 1907 in Kirkkosalmi; † 24. Januar 1992 in Iisalmi) war ein finnischer Skilangläufer, der in den 1930er Jahren aktiv war.

## Werdegang
Karppinen, der für den Iisalmen Visa startete, gewann bei den Nordischen Skiweltmeisterschaften 1934 in Sollefteå mit der Staffel die Goldmedaille. Zudem errang er dort den fünften Platz über 18 km. Im folgenden Jahr holte er bei den Nordischen Skiweltmeisterschaften in Vysoké Tatry die Silbermedaille über 50 km und jeweils die Goldmedaille über 18 km und mit der Staffel. Bei den Olympischen Winterspielen 1936 in Garmisch-Partenkirchen gewann er die Goldmedaille mit der Staffel. Zudem lief er dort auf den fünften Platz über 50 km. Im Februar 1937 holte er bei den Nordischen Skiweltmeisterschaften in Chamonix über 50 km und mit der Staffel jeweils die Silbermedaille. Bei den Nordischen Skiweltmeisterschaften 1938 in Lahti gewann er die Goldmedaille mit der Staffel. In den Einzelrennen dort kam er auf den 14. Platz über 18 km und auf den fünften Rang über 50 km. Seine letzten internationalen Rennen absolvierte er bei den Nordischen Skiweltmeisterschaften 1939 in Zakopane. Dort gewann er über 18 km und 50 km jeweils die Silbermedaille und mit der Staffel die Goldmedaille. Im Jahr 1941 wurde er finnischer Meister mit der Staffel von Iisalmen Visa.

## Erfolge

### Olympische Winterspiele
- 1936 in Garmisch-Partenkirchen: Gold mit der Staffel

### Nordische Skiweltmeisterschaften
- 1934 in Sollefteå: Gold mit der Staffel
- 1935 in Vysoké Tatry: Gold über 18 km, Gold mit der Staffel, Silber über 50 km
- 1937 in Chamonix: Silber über 50 km, Silber mit der Staffel
- 1938 in Lahti: Gold mit der Staffel
- 1939 in Zakopane: Gold mit der Staffel, Silber über 18 km, Silber über 50 km